# Рудаковський Йосип Йосипович
Йо́сип Йо́сипович Рудако́вський (24 грудня 1914, Воронеж — 1947, Чернівці) — український, радянський шахіст, майстер спорту СРСР (1939), призер чемпіонату України із шахів.

## Біографія
Йосип Рудаковський народився у Воронежі. Закінчив Воронезький інженерно-будівельний інститут.
Дворазовий чемпіон Воронежа (1932, 1937), чемпіон Воронезької області 1937 року.
Переможець турніру кандидатів у майстри (1939, Ростов-на-Дону), виконав норму майстра спорту.
Дворазовий чемпіон Краснодарського краю 1944 та 1945 років, чемпіон Чернівців 1946 року.
Учасник чемпіонату СРСР 1940 року (останнє 20 місце) та 1945 року (поділ 7-9 місць).
Учасник чемпіонату РРФСР 1934 року.
Учасник чемпіонатів України 1940 року (поділ 3-4 місць) та 1946 року (вибув на початку турніру).
Запасний гравець збірної СРСР при проведенні Радіоматчу СРСР — США (1945).
Після німецько-радянської війни (закінчив у званні майора) жив у Єйську, пізніше переїхав у Чернівці, де керував шаховим клубом. Помер від туберкульозу.

## Турнірні результати

### Чемпіонати СРСР, України та Росії
| Рік  | Місто          | Турнір                                   | + | − | = | Результат | Місце |
| ---- | -------------- | ---------------------------------------- | - | - | - | --------- | ----- |
| 1934 | Воронеж        | Півфінал чемпіонату РРФСР                | 4 | 0 | 5 | 6½ з 9    | 3 — 4 |
|      | Москва         | Чемпіонат РРФСР (попередня група 2)      | 3 | 3 | 3 | 4½ з 9    | 5 — 6 |
| 1940 | Київ           | 12-й чемпіонат України                   | 8 | 4 | 5 | 10½ з 17  | — 4   |
|      | Київ           | Півфінал 12-го чемпіонату СРСР           | 5 | 2 | 9 | 9½ з 16   | 4 — 7 |
|      | Москва         | 12-й чемпіонат СРСР                      | 1 | 9 | 9 | 5½ з 19   | 20    |
| 1941 | Ростов-на-Дону | Півфінал 13-го чемпіонату СРСР (група 4) | 1 | 0 | 2 | 2 з 3     |       |
| 1945 | Баку           | Півфінал 14-го чемпіонату СРСР           | 8 | 2 | 5 | 10½ з 15  | 1 — 3 |
|      | Москва         | 14-й чемпіонат СРСР                      | 7 | 6 | 4 | 9 з 17    | 7 — 9 |
| 1946 | Київ           | 15-й чемпіонат України                   | 2 | 0 | 1 | 2½ з 3    | вибув |

### Інші турніри
| Рік  | Місто          | Турнір                                           | + | − | =  | Результат | Місце |
| ---- | -------------- | ------------------------------------------------ | - | - | -- | --------- | ----- |
| 1932 | Воронеж        | Чемпіонат Воронежа                               |   |   |    |           | 1     |
| 1933 | Воронеж        | Чемпіонат Воронежа                               | 7 | 2 | 2  | 8 з 11    | 3     |
| 1935 | Воронеж        | Чемпіонат Воронежа                               | 5 | 3 | 3  | 6½ з 11   | 5     |
|      | Воронеж        | Чемпіонат Воронезької області                    | 6 | 2 | 2  | 7 з 11    | 3     |
| 1936 | Москва         | Чемпіонат ВЦСПС                                  | 5 | 3 | 10 | 10 з 18   | 8     |
|      | Воронеж        | Чемпіонат Воронезької області                    | 5 | 2 | 4  | 7 з 11    | 4     |
| 1937 | Харків         | Чемпіонат Харкова                                | 7 | 3 | 5  | 9½ з 15   | 3 — 4 |
|      | Воронеж        | Чемпіонат Воронежа                               |   |   |    | 7½ з 10   | 1 — 2 |
|      | Воронеж        | Чемпіонат Воронезької області                    |   |   |    | 10 з 12   | 1     |
|      | Ростов-на-Дону | Всесоюзний турнір 1 категорії (група 1)          | 8 | 2 | 4  | 10 з 14   | 2 — 3 |
| 1939 | Ростов-на-Дону | Всесоюзний турнір кандидатів у майстри (група 1) | 7 | 1 | 5  | 9½ з 13   | 1     |
| 1940 | Ростов-на-Дону | шаховий турнір                                   |   |   |    | 11 з 14   | 1     |
| 1945 | Краснодар      | Чемпіонат Краснодарського краю                   |   |   |    | 12 з 14   | 1     |
| 1946 | Чернівці       | Чемпіонат Чернівців                              |   |   |    | 10 з 11   | 1     |